# Ernst Wurmser
Ernst Wurmser (* 17. März 1882 in Wien, Österreich-Ungarn; † Jänner 1950 in Buenos Aires, Argentinien) war ein österreichischer Komiker, Theater- und Filmschauspieler.

## Leben
Über Wurmser ist wenig bekannt. 1933 floh er vor den Nationalsozialisten zunächst in die Tschechoslowakei, wo er 1938 sein letztes Theaterengagement an der deutschsprachigen Bühne von Teplitz-Schönau hatte. Nach dem Einmarsch der deutschen Wehrmacht emigrierte Wurmser weiter nach Bolivien. Zuletzt spielte er an der argentinischen Freien Deutschen Bühne (Theatro Alemán Independiente).

## Filmografie
- 1920: Taschendiebe
- 1920: Die Bestie im Menschen
- 1921: Der letzte Mensch
- 1921: Die Furcht vor dem Weibe
- 1921: Es waren zwei Königskinder
- 1925: Ballettratten
- 1930: Die blonde Nachtigall
- 1930: Walzerparadies
- 1930: Die Försterchristl
- 1930: Die lustigen Weiber von Wien
- 1931: Die Koffer des Herrn O.F.
- 1931: Der brave Sünder
- 1931: So lang' noch ein Walzer von Strauß erklingt
- 1931: Meine Frau, die Hochstaplerin
- 1931: Panik in Chicago
- 1931: Arm wie eine Kirchenmaus
- 1931: Der Hauptmann von Köpenick
- 1931: Die Wasserteufel von Hieflau
- 1931: Durchlaucht amüsiert sich
- 1931: Es wird schon wieder besser…
- 1931: Einmal möcht' ich keine Sorgen haben
- 1932: Die Tänzerin von Sanssouci
- 1932: Trenck
- 1932: Die elf Schill’schen Offiziere
- 1932: Im Bann des Eulenspiegels
- 1933: Das Glück von Grinzing